# Langues lepki-murkim
Les langues lepki-murkim sont une famille de langues papoues parlées en Indonésie dans la province de Papouasie.

## Classification
Hammarström (2010) juge le lepki et le murkim comme non apparentés, avant de valider l'existence d'une famille lepki-murkim sur la base d'une comparaison de nouveaux vocabulaires recueillis dans les deux langues.

## Liste des langues
Les deux langues lepki-murkim sont :
- lepki
- murkim